# XG (grupo)
XG (/ɛksʔdʒiː/; em japonês: エックスジー; hangul: 엑스지; acrônimo para Xtraordinary Girls em português "Garotas Extraordinárias") é um  grupo feminino japonês.. O grupo foi formado pela Xgalx, uma subsidiaria da Avex. O grupo é composto por sete membros: Jurin, Chisa, Hinata, Juria, Cocona, Maya e Harvey. Eles fizeram sua estreia no dia 18 de março de 2022, com o lançamento do single digital "Tippy Toes".

## Nome
O nome do grupo, XG, é um acrônimo para "Xtraordinary Girls". O termo é usado como um nome aspiracional, já que o grupo se esforça para empoderar jovens de todo o mundo com sua música e performance novas e inventivas. O nome do fandom do XG é "Alphaz".

## Carreira

### 2022–2023: Introdução e estreia

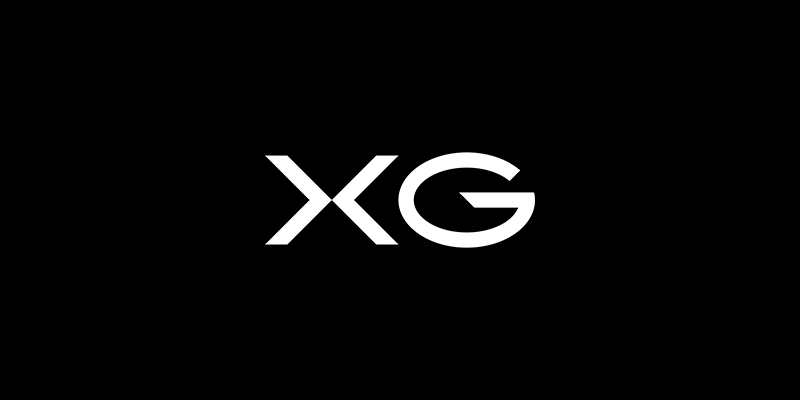
Logo oficial do XG

As contas de mídia social do XG foram lançadas em 25 de janeiro de 2022, com um pequeno vídeo intitulado Xgalx – The Beginning. O vídeo mostrava diversas meninas em treinamento para o Projeto Xgalx. Isto foi seguido por um vídeo de performance de dança dirigido por Choi Hyo-jin, do programa de TV coreano de dança de rua Street Woman Fighter. Nas semanas seguintes, o grupo lançou uma série de conteúdos de teaser, incluindo um vídeo de rap com Jurin e Harvey cantando um cover de "Chill Bill" de Rob Stone, e um vídeo cover vocal de "Peaches" de Justin Bieber, interpretada por Juria e Chisa. No dia 2 de fevereiro, XG postou vídeos de dança solo, com cada membro dançando em estilos diferentes.
Em 18 de março de 2022, XG fez sua estreia com o lançamento de seu single digital "Tippy Toes", totalmente em inglês. Em 29 de junho, eles lançaram seu segundo single totalmente em inglês, intitulado "Mascara", seguido por sua primeira aparição na televisão no M Countdown do canal de TV sul-coreano Mnet apresentando o single. Em 17 de novembro, XG lançou um vídeo de cypher de rap intitulado Galz Xypher. O vídeo se tornou viral no TikTok através de uma conta de fã do XG, obtendo mais de 15 milhões de visualizações na plataforma.
Em 25 de janeiro de 2023, XG lançou seu terceiro single totalmente em inglês, "Shooting Star", junto com seu videoclipe e uma faixa adicional, "Left Right". Em 6 de março, XG entrou no Mediabase US Radio Top 40, tornando-se a primeira artista feminina japonesa e o primeiro grupo japonês a fazê-lo. Em 30 de junho, XG lançou "Grl Gvng" acompanhado de seu videoclipe, como um single de pré-lançamento antes de seu EP de estreia New DNA. Em 4 de agosto, XG lançou "TGIF" acompanhado de seu videoclipe, como o segundo single de pré-lançamento de seu EP de estreia New DNA. Em 23 de agosto, XG lançou "New Dance" acompanhado de seu videoclipe, como o terceiro e último single de pré-lançamento de seu EP de estreia New DNA.. Em 27 de setembro, o EP de estreia do XG, New DNA, foi lançado junto com seu single principal "Puppet Show", acompanhado de seu videoclipe. O EP foi certificado ouro pela Recording Industry Association of Japan (RIAJ) pelos envios de mais de 100 000 cópias.

### 2024–presente: Valorant, turnê mundial eAwe
Em março de 2024, o XG anunciou sua primeira turnê mundial, com shows pela Ásia, América do Norte e Europa em outubro e novembro. No dia 12 de abril, XG colaborou com a Riot Games para lançar o single "Undefeated" para o videogame online Valorant. Um mês depois, em 21 de maio, elas lançaram outro single intitulado "Woke Up". Perto do final do ano, XG lançaria vários outros singles - "Something Ain't Right" em 26 de julho e "IYKYK" em 11 de outubro - em antecipação ao seu próximo mini-álbum, Awe, com lançamento previsto para 8 de novembro.

## Membros
- Chisa (チサ; 치사)
- Hinata (ヒナタ; 히나타)
- Jurin (ジュリン; 주린) – líder[29]
- Harvey (ハーヴィー; 하비)
- Juria (ジュリア; 쥬리아)
- Maya (マヤ; 마야)
- Cocona (ココナ; 코코나)

## Discografia

### Extended plays
| Título  | Detalhes                                                                                                   | Posições nos charts | Posições nos charts | Posições nos charts | Posições nos charts | Vendas | Certificações |
| Título  | Detalhes                                                                                                   | JPN | JPN Cmb. | JPN Hot | KOR | Vendas | Certificações |
| ------- | --- | --- | --- | --- | --- | --- | --- |
| New DNA | - Lançamento: 27 de setembro de 2023 - Gravadora: Xgalx - Formatos: CD, digital download, streaming        | 2 | 2 | 1 | 8 | - JPN: 40,000 - KOR: 34,272 | - RIAJ: Gold (phy.) |
| Awe     | - Agendamento: 8 de novembro de 2024 - Gravadora: Xgalx - Formatos: CD, digital download, streaming, vinil | data-sort-value="" style="background: #DDF; color: #2C2C2C; vertical-align: middle; text-align: center; " class="no table-no2" \| ASA | data-sort-value="" style="background: #DDF; color: #2C2C2C; vertical-align: middle; text-align: center; " class="no table-no2" \| ASA | data-sort-value="" style="background: #DDF; color: #2C2C2C; vertical-align: middle; text-align: center; " class="no table-no2" \| ASA | data-sort-value="" style="background: #DDF; color: #2C2C2C; vertical-align: middle; text-align: center; " class="no table-no2" \| ASA | data-sort-value="" style="background: #DDF; color: #2C2C2C; vertical-align: middle; text-align: center; " class="no table-no2" \| ASA | data-sort-value="" style="background: #DDF; color: #2C2C2C; vertical-align: middle; text-align: center; " class="no table-no2" \| ASA |

### Singles
| Título                                                                          | Ano  | Posições nos charts | Posições nos charts | Posições nos charts | Posições nos charts | Posições nos charts | Posições nos charts | Posições nos charts | Posições nos charts | Posições nos charts | Vendas                             | Certificações      | Álbum             |
| Título                                                                          | Ano  | JPN                 | JPN Cmb.            | JPN Hot             | KOR Album           | HUN                 | NZ Hot              | SGP                 | US Dance/ Elec.     | WW Excl. US         | Vendas                             | Certificações      | Álbum             |
| ------------------------------------------------------------------------------- | ---- | ------------------- | ------------------- | ------------------- | ------------------- | ------------------- | ------------------- | ------------------- | ------------------- | ------------------- | ---------------------------------- | ------------------ | ----------------- |
| "Tippy Toes"                                                                    | 2022 | —                   | —                   | —                   | —                   | —                   | —                   | —                   | —                   | —                   |                                    |                    | Singles sem álbum |
| "Mascara"                                                                       | 2022 | —                   | 27                  | 14                  | —                   | —                   | —                   | —                   | —                   | —                   |                                    | - RIAJ: Gold (st.) | Singles sem álbum |
| "Shooting Star"                                                                 | 2023 | —                   | 27                  | 26                  | —                   | 32                  | —                   | 23                  | —                   | 144                 | - JPN: 4,151 (dig.)                |                    | Singles sem álbum |
| "Grl Gvng"                                                                      | 2023 | —                   | —                   | 94                  | —                   | —                   | 16                  | —                   | —                   | —                   | - JPN: 1,635 (dig.)                |                    | New DNA           |
| "TGIF"                                                                          | 2023 | —                   | —                   | 93                  | —                   | —                   | 33                  | —                   | —                   | —                   | - JPN: 1,220 (dig.)                |                    | New DNA           |
| "New Dance"                                                                     | 2023 | —                   | —                   | 18                  | —                   | —                   | —                   | —                   | —                   | —                   | - JPN: 1,498 (dig.)                |                    | New DNA           |
| "Puppet Show"                                                                   | 2023 | —                   | —                   | 63                  | —                   | —                   | —                   | —                   | —                   | —                   |                                    |                    | New DNA           |
| "Winter Without You"                                                            | 2023 | —                   | —                   | 58                  | —                   | —                   | —                   | —                   | —                   | —                   |                                    |                    | Singles sem álbum |
| "Undefeated" (with Valorant)                                                    | 2024 | —                   | —                   | —                   | —                   | —                   | —                   | —                   | —                   | —                   |                                    |                    | Singles sem álbum |
| "Woke Up"                                                                       | 2024 | 5                   | 7                   | 5                   | 12                  | —                   | —                   | —                   | —                   | 183                 | - JPN: 32,606 (phy.) - KOR: 27,694 |                    | Singles sem álbum |
| "Something Ain't Right"                                                         | 2024 | —                   | 24                  | 20                  | —                   | —                   | 18                  | —                   | 36                  | 161                 |                                    |                    | Awe               |
| "IYKYK"                                                                         | 2024 | —                   | 33                  | 13                  | —                   | —                   | 25                  | —                   | —                   | —                   |                                    |                    | Awe               |
| "—" indica lançamentos que não chartearam ou não foram lançados naquela região. |      |                     |                     |                     |                     |                     |                     |                     |                     |                     |                                    |                    |                   |

### Outras músicas charteadas
| Título       | Ano  | Posições | Posições | Álbum            |
| Título       | Ano  | SGP Reg. | US Pop   | Álbum            |
| ------------ | ---- | -------- | -------- | ---------------- |
| "Left Right" | 2023 | 22       | 27       | Single sem álbum |

## Videografia

### Videoclipes
| Título                  | Ano  | Diretor(es)                                 | Ref.          |
| ----------------------- | ---- | ------------------------------------------- | ------------- |
| "Tippy Toes"            | 2022 | Jeong Nu-ri (Cosmo)                         | [ 58 ] [ 59 ] |
| "Mascara"               | 2022 | Paranoid Paradigm (VM Project Architecture) | [ 60 ] [ 61 ] |
| "Shooting Star"         | 2023 | Rima Yoon, Jang Dong-ju (Rigend Film)       | [ 62 ]        |
| "Left Right"            | 2023 | Jinooya Makes                               | [ 63 ]        |
| "Grl Gvng"              | 2023 | Cho Gi-seok                                 | [ 64 ] [ 65 ] |
| "TGIF"                  | 2023 | Rima Yoon, Jang Dong-ju (Rigend Film)       | [ 66 ]        |
| "New Dance"             | 2023 | Seo Dong-hyuk (Flipevil)                    | [ 67 ]        |
| "Puppet Show"           | 2023 | Hong Min-ho (Studio Achilles)               | [ 68 ]        |
| "Winter Without You"    | 2023 | Yvng Wing (Aedia Studio)                    | [ 69 ]        |
| "Woke Up"               | 2024 | Cho Gi-seok                                 | [ 70 ]        |
| "Something ain't Right" | 2024 | Yvng Wing                                   | [ 71 ]        |
| "IYKYK"                 | 2024 | Rima Yoon                                   | [ 72 ]        |

## Prêmios e indicações
| Cerimônia de premiação       | Ano  | Categoria         | Nomeado(s) / Trabalho(s) | Resultado | Ref.   |
| ---------------------------- | ---- | ----------------- | ------------------------ | --------- | ------ |
| K-Star MVA                   | 2023 | Next Star – Women | XG                       | Venceu    | [ 74 ] |
| MTV Video Music Awards Japan | 2022 | Rising Star Award | XG                       | Venceu    | [ 75 ] |

## Turnês

### The First Howl World Tour
| Data                    | Cidade        | País           | Local                                      | Presenças |
| ----------------------- | ------------- | -------------- | ------------------------------------------ | --------- |
| 18 de maio de 2024      | Osaka         | Japão          | Osaka-jō Hall                              | 55,000    |
| 19 de maio de 2024      | Osaka         | Japão          | Osaka-jō Hall                              | 55,000    |
| 25 de maio de 2024      | Yokohama      | Japão          | K-Arena Yokohama                           | 55,000    |
| 26 de maio de 2024      | Yokohama      | Japão          | K-Arena Yokohama                           | 55,000    |
| 11 de julho de 2024     | Seoul         | Coreia do Sul  | Yes24 Live Hall                            | 65,000    |
| 13 de julho de 2024     | Taipei        | Taiwan         | Taipei International Convention Center     | 65,000    |
| 16 de julho de 2024     | Singapura     | Singapura      | The Star Theatre                           | 65,000    |
| 2 de agosto de 2024     | Manila        | Filipinas      | Araneta Coliseum                           | 65,000    |
| 4 de agosto de 2024     | Bangkok       | Tailândia      | UOB Live                                   | 65,000    |
| 7 de agosto de 2024     | Kuala Lumpur  | Malásia        | Mega Star Arena                            | 65,000    |
| 13 de agosto de 2024    | Hong Kong     | China          | AsiaWorld–Expo Hall 10                     | 65,000    |
| 20 de agosto de 2024    | Shanghai      | China          | Mercedes-Benz Arena                        | 65,000    |
| 22 de agosto de 2024    | Chengdu       | China          | Dong'an Lake Sports Park Gymnasium         | 65,000    |
| 24 de agosto de 2024    | Beijing       | China          | National Indoor Stadium                    | 65,000    |
| 4 de outubro de 2024    | Las Vegas     | Estados Unidos | The Theater at Virgin Hotels               | 50,000    |
| 6 de outubro de 2024    | Los Angeles   | Estados Unidos | Peacock Theater                            | 50,000    |
| 8 de outubro de 2024    | São Francisco | Estados Unidos | Bill Graham Civic Auditorium               | 50,000    |
| 12 de outubro de 2024   | Grand Prairie | Estados Unidos | Texas Trust CU Theatre                     | 50,000    |
| 14 de outubro de 2024   | Sugar Land    | Estados Unidos | Smart Financial Centre                     | 50,000    |
| 16 de outubro de 2024   | Atlanta       | Estados Unidos | Gas South Arena                            | 50,000    |
| 18 de outubro de 2024   | New York City | Estados Unidos | Theater at Madison Square Garden           | 50,000    |
| 21 de outubro de 2024   | Chicago       | Estados Unidos | Wintrust Arena                             | 50,000    |
| 18 de novembro de 2024  | Manchester    | Reino Unido    | Victoria Warehouse                         | —         |
| 19 de novembro de 2024  | London        | Reino Unido    | OVO Arena Wembley                          | —         |
| 22 de novembro de 2024  | Berlin        | Germany        | Uber Eats Music Hall                       | —         |
| 24 de novembro de 2024  | Paris         | França         | Le Zénith                                  | —         |
| 26 de novembro de 2024  | Düsseldorf    | Alemanha       | Mitsubishi Electric Halle                  | —         |
| 27 de novembro de 2024  | Bruxelas      | Bélgica        | Forest National                            | —         |
| 29 de novembro de 2024  | Amsterdã      | Países Baixos  | AFAS Live                                  | —         |
| 8 de fevereiro de 2025  | Nagoya        | Japão          | Port Messe Nagoya Exhibition Hall 1        | —         |
| 9 de fevereiro de 2025  | Nagoya        | Japão          | Port Messe Nagoya Exhibition Hall 1        | —         |
| February 22, 2025       | Tóquio        | Japão          | Ariake Arena                               | —         |
| 23 de fevereiro de 2025 | Tóquio        | Japão          | Ariake Arena                               | —         |
| 8 de março de 2025      | Fukuoka       | Japão          | West Japan General Exhibition Center Annex | —         |
| 9 de março de 2025      | Fukuoka       | Japão          | West Japan General Exhibition Center Annex | —         |
| 15 de março de 2025     | Osaka         | Japão          | Osaka-jō Hall                              | —         |
| 16 de março de 2025     | Osaka         | Japão          | Osaka-jō Hall                              | —         |